# Farwan
Farwan (arab. فروان) – wieś w Syrii, w muhafazie Idlib. W 2004 roku liczyła 395 mieszkańców.